# Jisha-bugyō
Jisha-bugyo (寺社奉行)era o funcionário do shogunato Tokugawa do Período Edo da História do Japão responsável pela supervisão de santuários e templos .  Era considerado um cargo de alto escalão, no estado ficava apenas ligeiramente abaixo do wakadoshiyorie acima de todos os outros bugyo 
Os Jisha eram funcionários que para serem nomeado para este cargo deveriam ser fudai daimyō . Traduções convencionais têm interpretado este título como "comissário" ou "supervisor".

## Lista de Jisha-bugyo
- Ooka Tadasuke (1736-1751).
- Kuze Hirochika (1843-1848).
- Naitō Nobuchika (1844-1848).
- Matsudaira Tadakata (1845).
- Matsudaira Nobuatsu(1848-1885).
- Ando Nobumasa (1852-1858).
- Itakura Katsukiyo (1857-1859, 1861-1862).
- Honjō Munehide (1858-1861).
- Mizuno Tadakiyo (1858-1861).
- Inoue Masanao (1861-1862).
- Makino Tadayuki (1862)
- Yasunao Matsudaira (1865).